# César Sanmartín
César Sanmartín Abán (nacido el 19 de octubre de 1975 en Barcelona) es un exjugador de baloncesto español. Con 1,98 metros de estatura, jugaba en la posición de alero.
Campeón de España como entrenador de korfbal junto con los jugadores del instituto Forat del vent.

## Trayectoria

### Formación
Se forma como jugador en la Cantera de la Escuela Safa Claror de Barcelona y en la del y en la del Joventut Badalona. 

### Profesional
Desde la temporada 1994-95 forma parte de la primera plantilla del Joventut de Badalona, equipo en el que gana la Copa del Rey del año 1997. Jugaría un total de 392 partidos en la Liga ACB durante 13 campañas, promediando 7,2 puntos en 21 minutos de juego. En la recta final de su carrera jugaría en el Club Baloncesto Atapuerca de la Liga LEB, jugando dos temporadas, y también un breve paso por el CB Prat.
Desde la temporada 2017-2018, es el coordinador de las categorías superiores del club Básquet SAFA Claror de Barcelona.